# Trasporti in Oman
Questa voce raccoglie le principali tipologie di Trasporti in Oman.

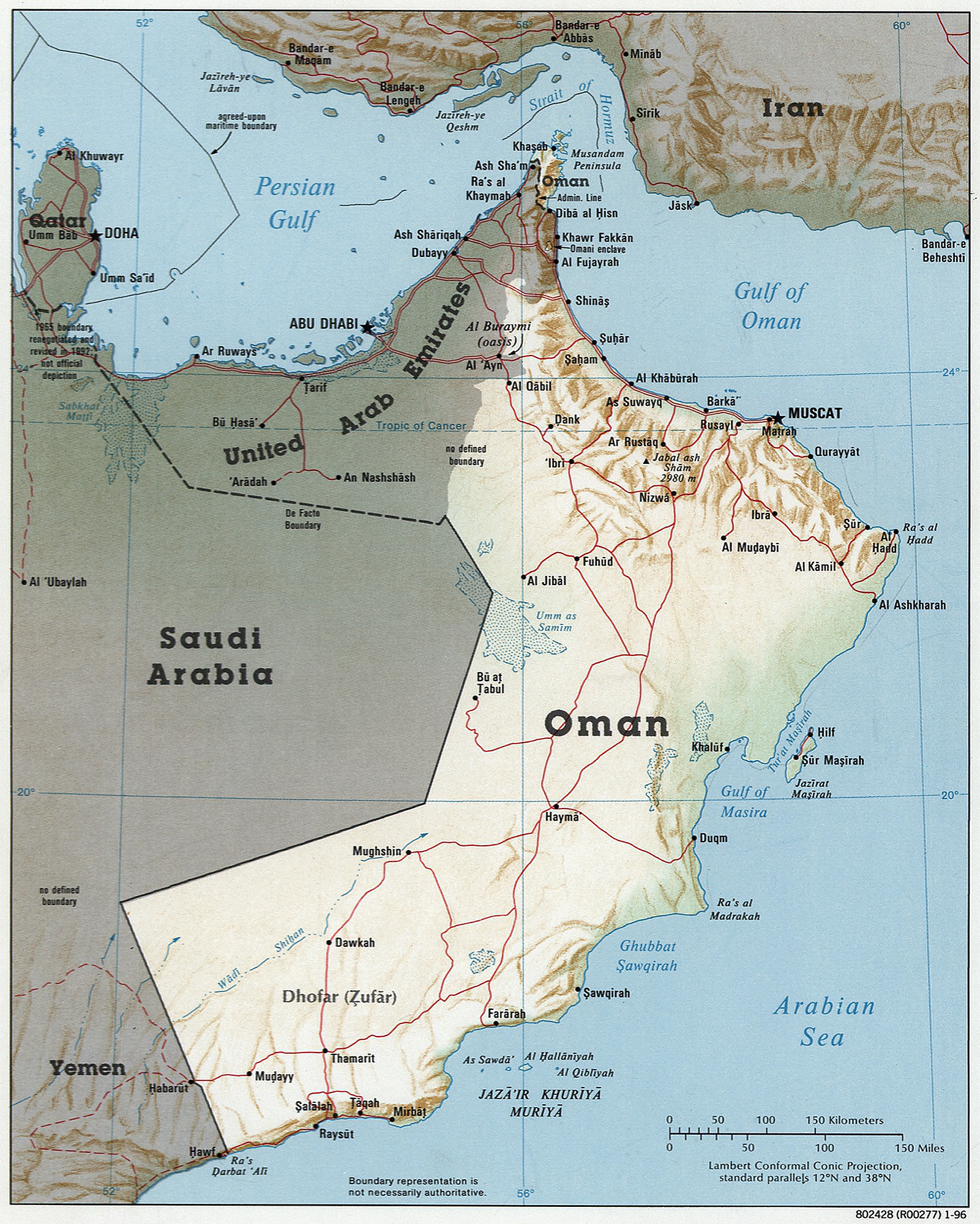
Oman: carta geopolitica con rete stradale

## Trasporti su rotaia

### Rete ferroviaria
È inesistente.

### Reti metropolitane
Anche la metropolitana è assente.

### Reti tranviarie
Neanche il servizio tranviario è presente.

## Trasporti su strada

### Rete stradale
In totale: 60.230 km (dati 2012)
- asfaltate: 29.685 km, 1.943 dei quali appartenenti a superstrade
- non asfaltate: 30.545 km.

### Reti filoviarie
Attualmente in Oman non esistono filobus.

### Autolinee
Nella capitale, Mascate, ed in tutte le zone abitate dell'Oman sono presenti aziende pubbliche e private che gestiscono trasporti urbani, suburbani ed interurbani esercitati con autobus.

## Trasporti aerei

### Aeroporti
In totale: 132 (dati 2013)
a) con piste di rullaggio pavimentate: 7
- oltre 3047 m: 7
- da 2438 a 3047 m: 5
- da 1524 a 2437 m: 0
- da 914 a 1523 m: 1
- sotto 914 m: 0.

b) con piste di rullaggio non pavimentate: 119
- oltre 3047 m: 2
- da 2438 a 3047 m: 7
- da 1524 a 2437 m: 51
- da 914 a 1523 m: 33
- sotto 914 m: 26.

### Eliporti
In totale: 1 (dati 1999)

## Porti e scali

### Sul Golfo di Oman
- Al Wajajah
- Matrah
- Mina al Fahal
- Sohar

### Sul Mar Arabico
- Duqm
- Mina' Raysut